# Drincham

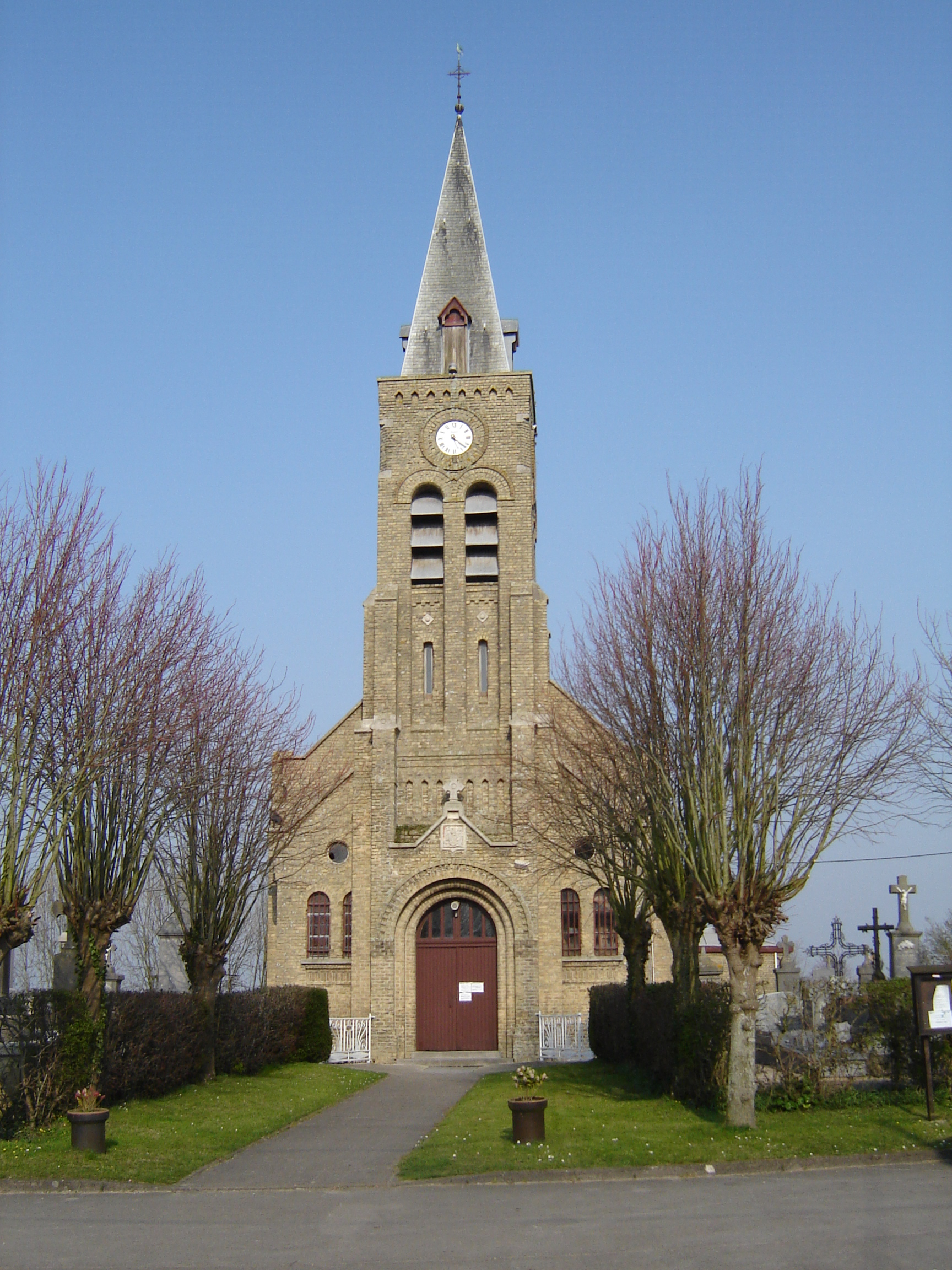
Eglise Saint-Wandrille

Drincham – miejscowość i gmina we Francji, w regionie Hauts-de-France, w departamencie Nord.
Według danych na rok 1990 gminę zamieszkiwało 221 osób, a gęstość zaludnienia wynosiła 65 osób/km² (wśród 1549 gmin regionu Nord-Pas-de-Calais Drincham plasuje się na 996. miejscu pod względem liczby ludności, natomiast pod względem powierzchni na miejscu 810.).